# Fredrik av Nederländerna

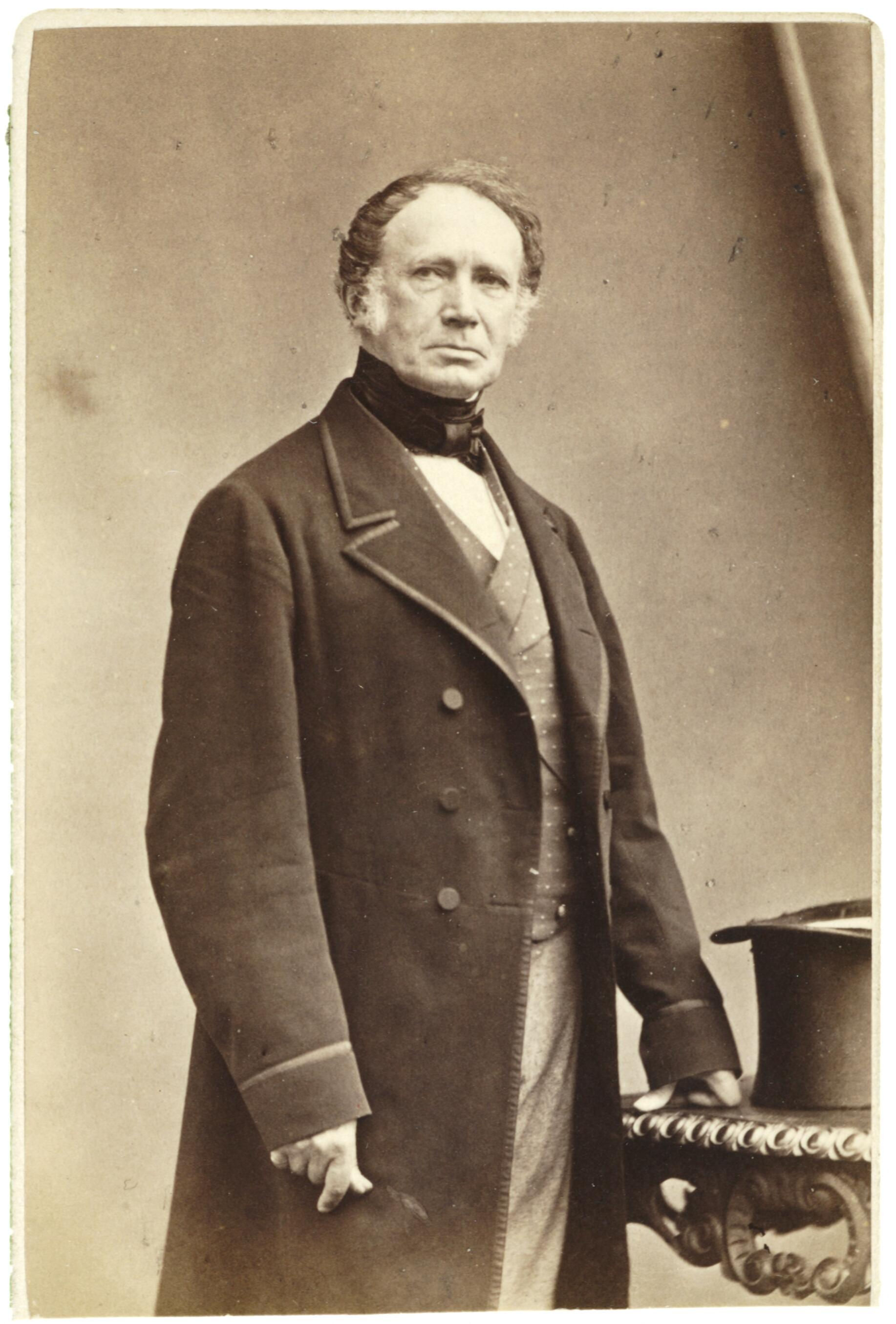
Fredrik av Nederländerna på äldre dagar.

Fredrik av Nederländerna (fullständigt holländskt namn: Willem Frederik Karel), född den 28 februari 1797 i Berlin, död den 8 september 1881, var en prins av Nederländerna.

## Biografi
Fredrik var son till kung Vilhelm I av Nederländerna och prinsessan Wilhelmine av Preussen samt yngre bror till Vilhelm II av Nederländerna.

### Ungdom
Fredrik uppfostrades vid det preussiska hovet, deltog i 1813 års krig under Napoleonkrigen samt stred i den holländska armén under Wellington vid La Belle Alliance i samband med slaget vid Waterloo 1815. Enligt 1815 års familjefördrag skulle Fredrik erhålla storhertigdömet Luxemburg så snart hans äldre bror Vilhelm blev kung i Nederländerna. Men 1816 avstod Fredrik från sina anspråk på Luxemburg, och fick istället stora landområden (som årligen gav en inkomst på 190 000 floriner) och titeln prins av Nederländerna.

### Prins av Nederländerna
Kort efter att han fått prinstiteln blev Fredrik även fältmarskalk samt 1829 amiral och befälhavare över artilleriet. När den belgiska revolutionen utbröt 1830 fick Fredrik order att besätta Bryssel. I stället för att bara återställa lugnet i Bryssel, hotade han i proklamation revolutionens upphovsmän med mycket stränga straff och beordrade att flaggor med mera med Brabants färger skulle avlägsnas. Detta visade sig vara mycket oklokt eftersom det fick alla samhällsklasser i Belgien att förena sig mot det nederländska styret. Konflikten antog en nationell karaktär och efter flera dagars blodiga strider blev prinsen tvungen att natten mellan 26 september och 27 september retirera från Bryssel.
Hans anses dock ha gjort goda insatser gällande den nederländska arméns och krigsförvaltningens organisation.
När hans far Vilhelm I abdikerade 1840 drog Fredrik sig tillbaka från det offentliga livet. Av sin vän och svåger kejsar Vilhelm I utnämndes han 1873 till tysk generalöverste med generalfältmarskalks rang.

## Familj
Fredrik gifte sig den 21 maj 1825 i Berlin med sin kusin, prinsessan Luise av Preussen (1808–1870).
Barn:
- Luise (Lovisa av Nederländerna) (1828–1871), gift med Karl XV av Sverige
- Frederik Wilhelm (1833–1834)
- Frederik Wilhelm (1836–1846)
- Marie av Nederländerna (1841–1910), gift med furst Wilhelm av Wied och mor till bland andra Wilhelm av Wied och Victor av Wied